# بين بيترز
بين بيترز (بالإنجليزية: Ben Peters)‏ هو كاتب أغاني أمريكي، ولد في 20 يونيو 1933 في مسيسيبي في الولايات المتحدة، وتوفي في 25 مايو 2005 في ناشفيل في الولايات المتحدة.

## وصلات خارجية
- بين بيترز على موقع IMDb (الإنجليزية)
- بين بيترز على موقع ميوزك برينز (الإنجليزية)
- بين بيترز على موقع ديسكوغز (الإنجليزية)